# Erik Halldin
Erik Halldin, född omkring 1735, död 1784, var en svensk borgmästare, riksdagsledamot och politiker.

## Biografi
Erik Halldin föddes omkring 1735. Han var son till kronobefallningsmannen Carl Halldin och Brita Björk i Falun. Halldin bar 1777–1783 borgmästare i Hedemora. Han avled 1784.
Halldin var riksdagsledamot för borgarståndet i Hedemora vid riksdagen 1778–1779.